# Tomáš Hořava
Tomáš Hořava (Drnovice, 29 maggio 1988) è un ex calciatore ceco, centrocampista.

## Caratteristiche tecniche
Interno di centrocampo, può essere schierato anche da mediano.

## Carriera

### Club
Cresciuto nel Sigma Olomouc, rimane nella società per sette anni, giocando anche diversi incontri di UEFA Europa League, prima di trasferirsi nel 2013 al Viktoria Pilsen in cambio di 750.000 euro.

## Palmarès

### Club

#### Competizioni nazionali
- Campionato ceco: 2

Viktoria Plzeň : 2015-2016, 2017-2018
- Coppa della Repubblica Ceca: 1

Sigma Olomouc: 2011-2012
- Supercoppa della Repubblica Ceca: 2

Sigma Olomouc: 2012
Viktoria Plzeň : 2015